# پروانه ببری راه‌راه
پروانه ببری راه‌راه (نام علمی: Danaus genutia) نام یک گونه از زیرخانواده شه‌پروانه‌ایان است. این پروانه در جنوب آسیا زندگی می‌کند. پهنای بال پروانه ۷ تا ۹/۵ میلی‌متر است. این نوع پروانه یکی از پروانه های رایج هند است و اولین بار در سال ۱۷۷۹ توسط پیتر کرامر توصیف شد.

## تصاویر

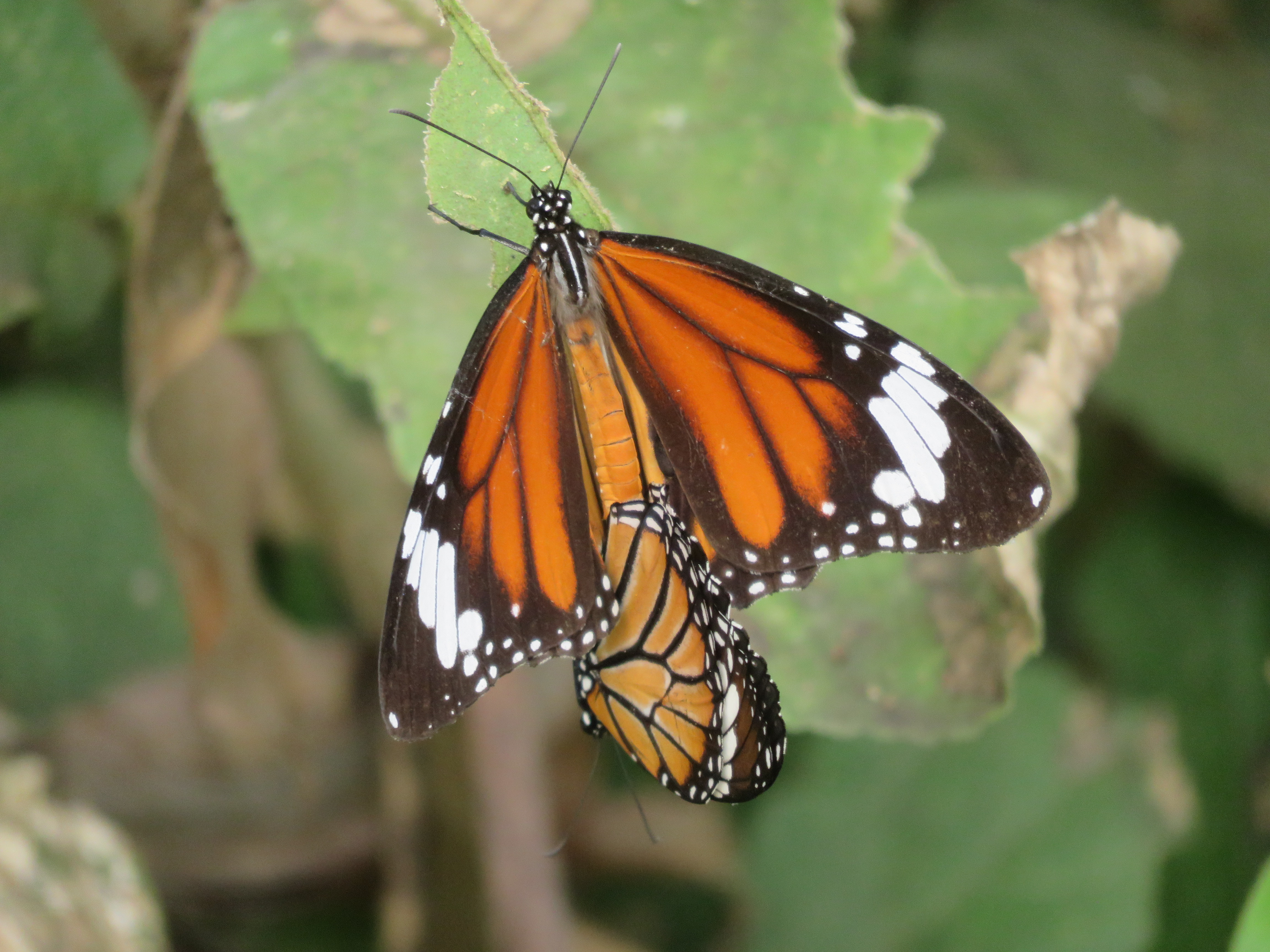
جفت گیری در بیهار، هند
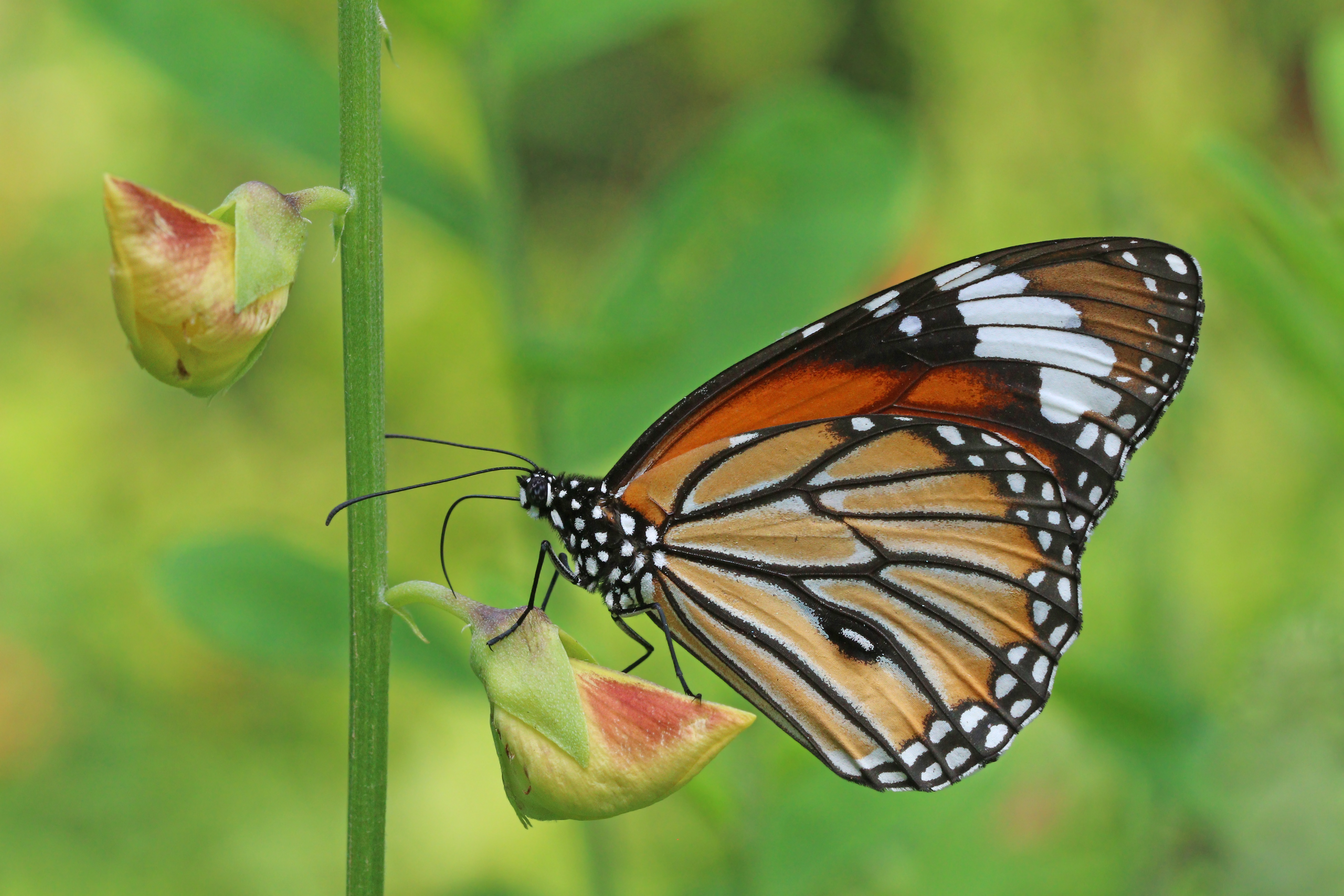
پروانه ببری راه‌راه نر
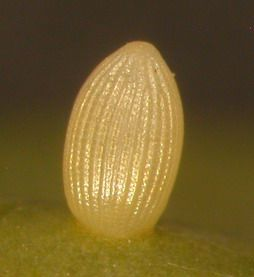
تخم
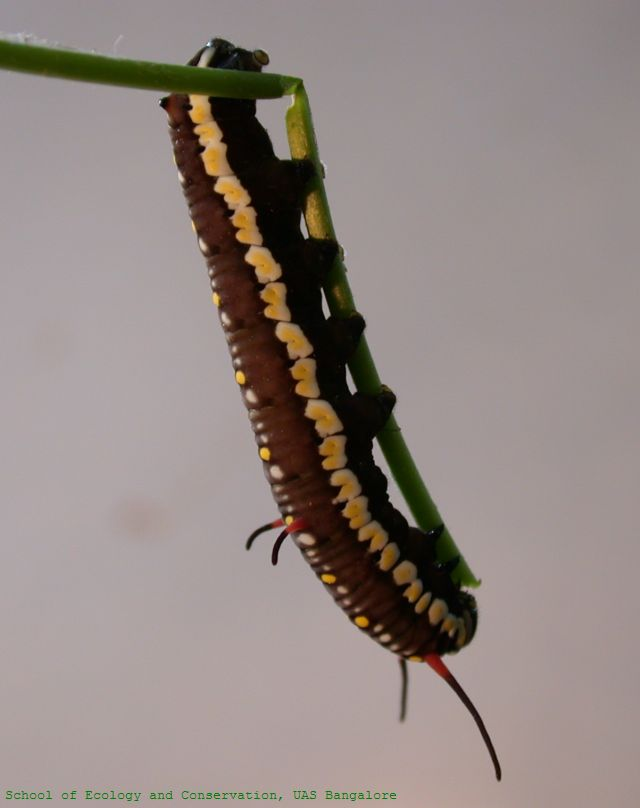
کاترپیلار (کرم)
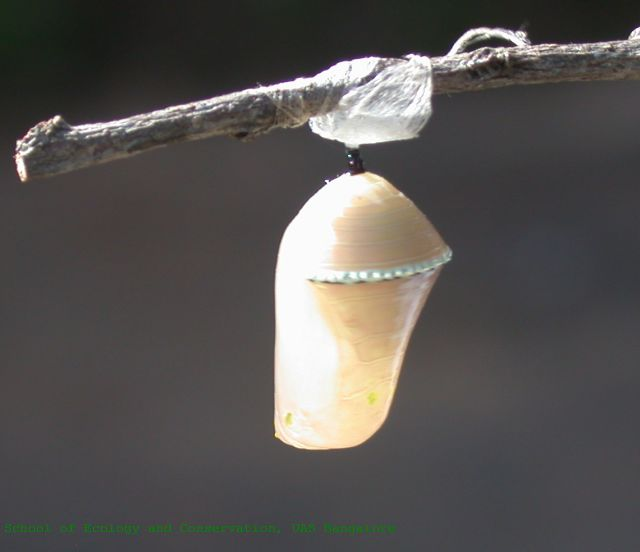
شفیره
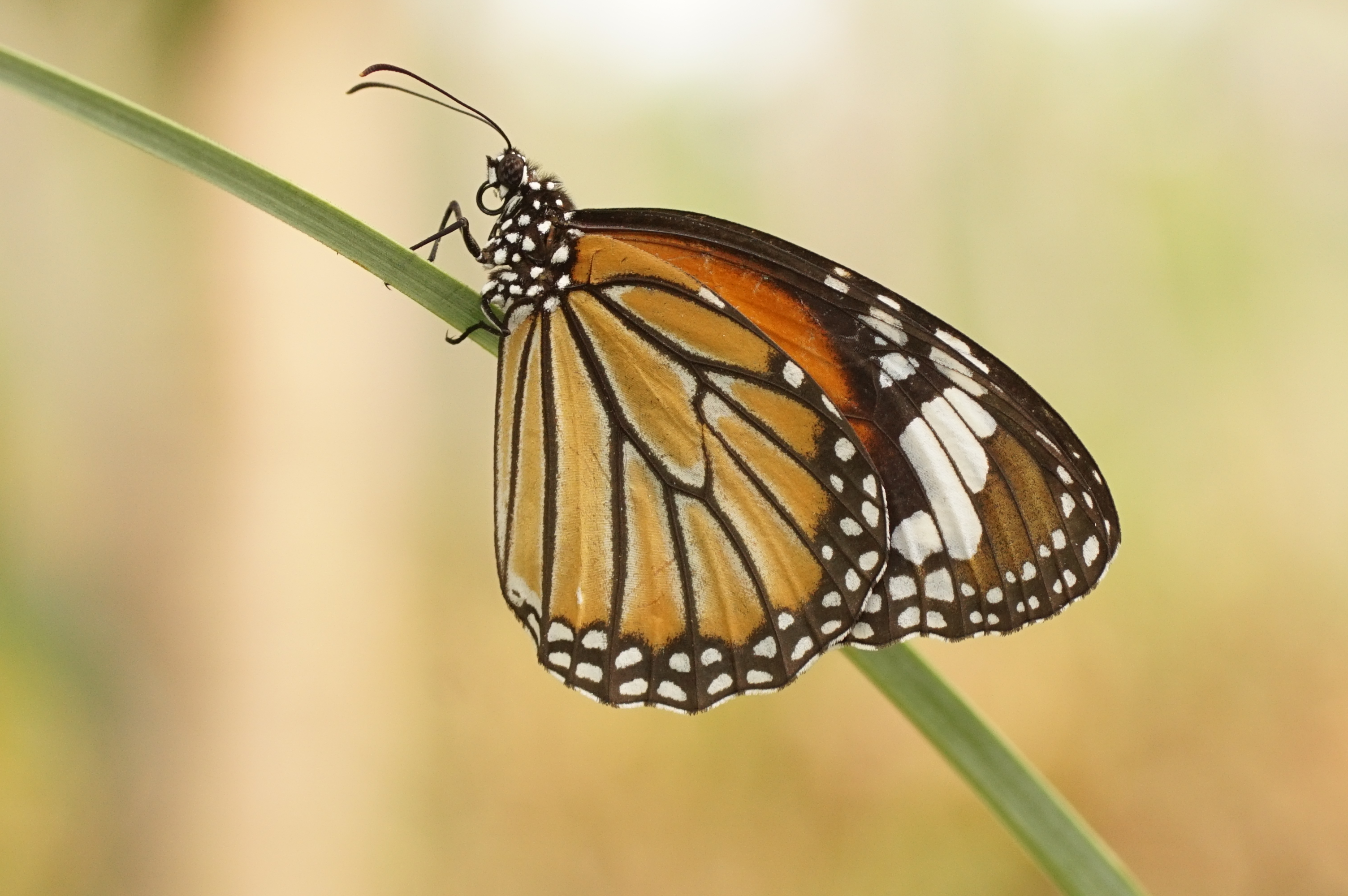
پروانه ماده در کرالا